# Ван Гог, Вил
Виллемина Якоба (Вил) ван Гог (нидерл. Willemina Jacoba (Wil) van Gogh, 16 марта 1862, Грот-Зюндерт, Нидерланды — 17 мая 1941, Рейхскомиссариат Нидерланды) — младшая сестра художника-постимпрессиониста Винсента ван Гога и торговца живописью Теодоруса ван Гога. Феминистка.

## Биография

### Ранние годы
Родилась в 1862 году. В ранний период жизни проживала в Грот-Зюндерте с семьёй, ухаживала за больными, будучи сиделкой. В 1880-х годах вела переписку со старшим братом Винсентом, проживавшим во Франции. Вскоре после смерти брата, в 1890 году, она получила работу в больнице, где организовала «Национальную выставку работ женщин» (1898). Выставка имела большой успех, принеся выручку в 20 000 гульденов. Эти средства пошли на нужды женских организаций в Нидерландах.

### Психбольница
4 декабря 1902 года Вил была госпитализирована и в скором времени переправлена в психиатрическую больницу в Эрмело с диагнозом «dementia praecox». Женщина прожила в психбольнице почти 40 лет, и скончалась в мае 1941 года, в период немецкой оккупации Нидерландов.